# Lloyd Dyer
Lloyd Richard Dyer (Birmingham, 13 settembre 1982) è un ex calciatore inglese, di ruolo centrocampista.

## Statistiche

### Presenze e reti nei club
Statistiche aggiornate al 7 maggio 2016.
| Stagione              | Squadra               | Campionato            | Campionato | Campionato | Coppe nazionali | Coppe nazionali | Coppe nazionali | Coppe continentali | Coppe continentali | Coppe continentali | Altre coppe | Altre coppe | Altre coppe | Totale | Totale |
| Stagione              | Squadra               | Comp                  | Pres       | Reti       | Comp            | Pres            | Reti            | Comp               | Pres               | Reti               | Comp        | Pres        | Reti        | Pres   | Reti   |
| --------------------- | --------------------- | --------------------- | ---------- | ---------- | --------------- | --------------- | --------------- | ------------------ | ------------------ | ------------------ | ----------- | ----------- | ----------- | ------ | ------ |
| 2006-2007             | MK Dons               | FL2                   | 41+2       | 5          | FACup+CdL       | 2+2             | 0               | -                  | -                  | -                  | FLT         | 0           | 0           | 47     | 5      |
| 2007-2008             | MK Dons               | FL2                   | 45         | 11         | FACup+CdL       | 0+2             | 0               | -                  | -                  | -                  | FLT         | 3           | 0           | 50     | 11     |
| Totale MK Dons        | Totale MK Dons        | Totale MK Dons        | 86+2       | 16         |                 | 6               | 0               |                    | -                  | -                  |             | 3           | 0           | 97     | 16     |
| 2008-2009             | Leicester City        | FL1                   | 44         | 10         | FACup+CdL       | 3+1             | 1+0             | -                  | -                  | -                  | FLT         | 3           | 0           | 51     | 11     |
| 2009-2010             | Leicester City        | FLC                   | 33+2       | 3          | FACup+CdL       | 1+1             | 0               | -                  | -                  | -                  | -           | -           | -           | 37     | 3      |
| 2010-2011             | Leicester City        | FLC                   | 35         | 3          | FACup+CdL       | 2+2             | 1+1             | -                  | -                  | -                  | -           | -           | -           | 39     | 5      |
| 2011-2012             | Leicester City        | FLC                   | 36         | 4          | FACup+CdL       | 5+3             | 0+2             | -                  | -                  | -                  | -           | -           | -           | 44     | 6      |
| 2012-2013             | Leicester City        | FLC                   | 42+2       | 3          | FACup+CdL       | 3+1             | 0+1             | -                  | -                  | -                  | -           | -           | -           | 48     | 4      |
| 2013-2014             | Leicester City        | FLC                   | 40         | 7          | FACup+CdL       | 1+5             | 0+3             | -                  | -                  | -                  | -           | -           | -           | 46     | 10     |
| Totale Leicester City | Totale Leicester City | Totale Leicester City | 230+4      | 30         |                 | 28              | 9               |                    | -                  | -                  |             | 3           | 0           | 265    | 39     |
| 2014-gen. 2015        | Watford               | FLC                   | 14         | 1          | FACup+CdL       | 0+2             | 2               | -                  | -                  | -                  | -           | -           | -           | 16     | 3      |
| gen.-giu. 2015        | Birmingham City       | FLC                   | 18         | 1          | FACup+CdL       | 1+0             | 0               | -                  | -                  | -                  | -           | -           | -           | 19     | 1      |
| 2015-gen. 2016        | Watford               | PL                    | 0          | 0          | FACup+CdL       | 0               | 0               | -                  | -                  | -                  | -           | -           | -           | 0      | 0      |
| Totale Watford        | Totale Watford        | Totale Watford        | 14         | 1          |                 | 2               | 2               |                    | -                  | -                  |             | -           | -           | 16     | 3      |
| gen.-giu. 2016        | Burnley               | FLC                   | 3          | 0          | FACup+CdL       | -               | -               | -                  | -                  | -                  | -           | -           | -           | 3      | 0      |
| Totale carriera       | Totale carriera       | Totale carriera       | 351+4      | 48         |                 | 37              | 11              |                    | -                  | -                  |             | 6           | 0           | 400    | 59     |

## Palmarès

### Club

#### Competizioni nazionali
- Football League Two: 1

MK Dons: 2007-2008
- Football League Trophy: 1

MK Dons: 2007-2008
- Football League One: 1

Leicester City: 2008-2009
- Football League Championship: 2

Leicester City: 2013-2014
Burnley: 2015-2016